# Дельсон, Виктор Юльевич
Ви́ктор Ю́льевич Дельсо́н (9 [22] октября 1907, Петербург — 19 апреля 1970, Москва) — советский музыковед, член Союза композиторов.

## Биография
В 1926—1928 годах брал уроки фортепиано у В. В. Софроницкого в Ленинграде. Продолжил обучение в Московской консерватории, где учился у Л. Н. Оборина (фортепиано), В. Э. Фермана (история музыки), Г. М. Когана (история и теория пианизма). Окончил консерваторию в 1937 году.
Публиковаться начал с 1934 года, писал под псевдонимами Д. Викторов и В. Дель. В 1938 году был арестован по доносу литературоведа Якова Эльсберга, обвинён в антисоветской фашистской агитации и осуждён по 58-й статье. Отбывал срок в Усольском исправительно-трудовом лагере (по другим источникам в Воркутинском исправительно-трудовом лагере); в 1955 году был освобождён и реабилитирован. В 1956 году восстановился в Союзе композиторов.
В. Ю. Дельсон — автор книг, статей и рецензий, посвящённых вопросам исполнительского искусства (в первую очередь фортепианного) и творчеству русских и советских композиторов XX века.
Был женат на Людмиле Чудовой (1924—2003), музыкальном редакторе и переводчике.

## Основные сочинения
- Эмиль Гилельс. М., 1959;
- Владимир Софроницкий. М., 1959;
- Святослав Рихтер. М., 1961;
- Фортепианные концерты C. Прокофьева. М., 1961;
- Фортепианные сонаты Скрябина. М., 1961;
- Святослав Рихтер. М., 1961;
- Генрих Нейгауз. М., 1966;
- Скрябин. Очерки жизни и творчества. М., 1971;
- Фортепианное творчество Д. Д. Шостаковича. М., 1971;
- Фортепианное творчество и пианизм Прокофьева. М., 1973.